# Ōmura Satoshi
Ōmura Satoshi (大村智, Ōmura Satoshi sinh ngày 12 tháng 7 năm 1935 tại tỉnh Yamanashi), là một nhà sinh hóa người Nhật. Ông nổi tiếng là đã khám phá và phát triển nhiều dược phẩm mà có trong các vi sinh vật.

## Sự nghiệp
Năm 2015, ông được trao giải Nobel Sinh lý học và Y khoa cùng với ông William C. Campbell (Ireland) và bà Youyou Tu (sinh năm 1930) từ Học viện Y học cổ truyền Trung Quốc. Một nửa giá trị phần thưởng sẽ dành cho bà Đồ U U; các ông Campbell và Omura chia đều nửa phần thưởng còn lại. Như vậy, bà Youyou là người phụ nữ thứ 12 nhận giải Nobel Y sinh. Nghiên cứu của 3 nhà khoa học có ý nghĩa quan trọng trong nghiên cứu dịch bệnh ảnh hưởng đến nhân loại do virus ký sinh. Cụ thể, các bệnh do ký sinh trùng hoành hành phổ biến nhất ở các nước nghèo nhất thế giới, đặt ra thách thức lớn cho việc cải thiện sức khỏe và chăm sóc y tế cho con người.